# Syuri
Syuri Kondo (近藤 朱里 Kondo Shuri?) (8 de febrero de 1989) es una  luchadora profesional y peleadora de kickboxing, shoot boxing y artes marciales mixtas japonesa, conocida principalmente por su nombre artístico Syuri, que actualmente trabaja para World Wonder Ring Stardom. 

## Carrera

### HUSTLE (2008-2009)
A mediados de 2008, Shuri hizo su debut en HUSTLE bajo el nombre no oficial de Akari, apareciendo como la camarera de la cafetería favorita de Hard Gay y Real Gay, miembros del stable face HUSTLE Army. Akari, después de meses escuchando los problemas de HG y RG en el ring, se decidió a ayudarles con sus nociones de kárate, irrumpiendo en el cuadrilátero en octubre para reducir a los oponentes del dúo con su ágil estilo de lucha. Vistiendo una versión azul del atuendo de HG, Akari fue bautizada por él como KG, siglas de "Karate Girl", y se convirtió en la tercera integrante del equipo. KG fue conocida por sus ocasionales disputas con RG, con quién competía por la atención de su líder HG.
En enero de 2009, KG formó un tag team con su sempai \(^o^)/ Chie, pero el dúo entró en confrontación en su primer combate en parejas después de que KG asestase accidentalmente una patada en la cabeza a Chie. La riña les causó una derrota en su siguiente combate cuando Ishii rompió el equipo debido a una falta de sincronización entre ambas y atacó a KG. Enfrentadas ahora, Chie se vengó derrotándola con facilidad en una lucha individual, pero KG ganaría el siguiente combate entre ellas; su esfuerzo impresionó a Chie, de modo que ella y KG se reconciliaron. La misma noche, Chie anunció su retiro, desbandando de nuevo el equipo.

### SMASH (2010-2012)
Tras el cierre de HUSTLE, Shuri se unió a Tajiri, Akira Shoji y otros antiguos empleados de HUSTLE para formar la nueva promoción SMASH. Allí cambió su nombre a Syuri, una pronunciación alterna de los kanjis de su nombre de pila.

### Wrestling New Classic (2012-presente)
En 2012, después de la caída de SMASH, Syuri se unió a la nueva encarnación de la empresa, Wrestling New Classic.

## En lucha
- Movimientos finales
  - Cyclone KG[2] (Jumping corkscrew roundhouse kick) - 2008-2010
  - KG Flash[1][2] (Reverse double underhook facebuster)[2] - 2008-2010
  - High-speed roundhouse kick a la cabeza del oponente[3] - 2010-presente
  - Bridging German suplex[4] - 2010-presente

- Movimientos de firma
  - Shin Seijin Clutch[1] (Crucifix pin)
  - Axe kick[2]
  - Double knee backbreaker
  - Hurricanrana[2]
  - Kimura lock[5]
  - Knee strike a la cara del oponente[3]
  - Múltiples stiff shoot kicks al pecho del oponente
  - Sleeper hold[6]

## Campeonatos y logros
- Consejo Mundial de Lucha Libre
  - CMLL World Women's Championship (1 vez)

- Sendai Girls' Pro Wrestling
  - Sendai Girls World Tag Team Championship (1 vez) – con Hikaru Shida

- SMASH
  - SMASH Diva Championship (1 vez)

- World Wonder Ring Stardom
  - World of Stardom Championship (1 vez)
  - Goddess of Stardom Championship (1 vez) – con Giulia
  - SWA World Championship (1 vez)
  - Artist of Stardom Championship (1 vez) – con Giulia & Maika

- Pro Wrestling Illustrated
  - Situada en el Nº78 en el PWI Female 100 en 2020.
  - Situada en el Nº1 en el PWI Female 150 en 2022.[7]

- Wrestling Observer Newsletter
  - Lucha 5½ estrellas (2021) vs. Utami Hayashishita en Stardom Tokyo Dream Cinderella Special Edition el 12 de junio

## Récord en artes marciales mixtas
| Resultado | Récord | Oponente               | Método                          | Evento                                     | Fecha                    | Ronda | Tiempo | Localización                 | Notas                                                 |
| --------- | ------ | ---------------------- | ------------------------------- | ------------------------------------------ | ------------------------ | ----- | ------ | ---------------------------- | ----------------------------------------------------- |
| Derrota   | 6–3    | Ashley Yoder           | Decisión (unánime)              | UFC Fight Night: Moicano vs. Korean Zombie | 22 de junio de 2019      | 3     | 5:00   | Greenville, Carolina del Sur |                                                       |
| Derrota   | 6–2    | Yan Xiaonan            | Decisión (unánime)              | UFC Fight Night: Blaydes vs. Ngannou 2     | 24 de noviembre de 2018  | 3     | 5:00   | Beijing                      |                                                       |
| Derrota   | 6–1    | Poliana Botelho        | TKO (patada al cuerpo y golpes) | UFC Fight Night: Maia vs. Usman            | 19 de mayo de 2018       | 1     | 0:33   | Santiago                     |                                                       |
| Victoria  | 6–0    | Chan-Mi Jeon           | Decisión (dividida)             | UFC Fight Night: Saint Preux vs. Okami     | 23 de septiembre de 2017 | 3     | 5:00   | Saitama                      |                                                       |
| Victoria  | 5–0    | Kinberly Tanaka Novaes | Decisión (unánime)              | Pancrase 287                               | 28 de mayo de 2017       | 5     | 5:00   | Tokio                        | Ganó el campeonato de peso paja femenino de Pancrase. |
| Victoria  | 4–0    | Minna Grusander        | Decisión (unánime)              | Pancrase 284                               | 5 de febrero de 2017     | 3     | 5:00   | Tokio                        |                                                       |
| Victoria  | 3–0    | Sharma Devaiah         | TKO (golpes)                    | Pancrase 282                               | 13 de noviembre de 2016  | 1     | 3:38   | Tokio                        |                                                       |
| Victoria  | 2–0    | Nicolle Caliari        | Decisión (unánime)              | Pancrase 279                               | 24 de julio de 2016      | 3     | 5:00   | Tokio                        |                                                       |
| Victoria  | 1–0    | Kanna Asakura          | Decisión (unánime)              | Pancrase 277                               | 24 de abril de 2016      | 3     | 3:00   | Tokio                        |                                                       |

## Récord en kickboxing
| Resultado | Récord | Oponente         | Método             | Evento                               | Fecha                    | Ronda | Tiempo | Localización    | Notas                                                 |
| --------- | ------ | ---------------- | ------------------ | ------------------------------------ | ------------------------ | ----- | ------ | --------------- | ----------------------------------------------------- |
| Victoria  | 13-1   | Tomoko SP        | Decisión (unánime) | Krush.58                             | 12 de septiembre de 2015 | 3     | 3:00   | Tokio, Japón    | Por el Krush Women's Championship.                    |
| Derrota   | 12-1   | E Meidie         | Decisión (unánime) | K-1 China vs. Japan                  | 1 de febrero de 2015     | 3     | 3:00   | Changshá, China |                                                       |
| Victoria  | 12-0   | Aki Gracyer      | Decisión (unánime) | Krush.48 in Sendai                   | 21 de diciembre de 2014  | 3     | 3:00   | Sendai, Japón   | Por el Krush Women's Championship.                    |
| Victoria  | 11-0   | Kanako Taniyama  | Decisión (unánime) | Krush.43                             | 13 de julio de 2014      | 3     | 3:00   | Tokio, Japón    | Por el Krush Women's Championship.                    |
| Victoria  | 10-0   | Miku Hayashi     | Decisión (unánime) | Krush-Ex 2014 Vol. 1                 | 16 de marzo de 2014      | 4     | 2:00   | Tokio, Japón    | Finales del torneo por el Krush Women's Championship. |
| Victoria  | 9-0    | Yayoi Sanchez    | Decisión (unánime) | Krush.36                             | 4 de enero de 2014       | 3     | 2:00   | Tokio, Japón    |                                                       |
| Victoria  | 8-0    | Yayoi Sanchez    | Decisión (unánime) | J-Girls 2013: Victorious Goddess 4th | 1 de septiembre de 2013  | 3     | 2:00   | Tokio, Japón    |                                                       |
| Victoria  | 7-0    | Chen Wei-ting    | Decisión (unánime) | Krush-Ignition 2013 vol. 4           | 2 de junio de 2013       | 3     | 2:00   | Tokio, Japón    |                                                       |
| Victoria  | 6-0    | Miku Hayashi     | Decisión (unánime) | Krush.24                             | 10 de noviembre de 2012  | 3     | 2:00   | Tokio, Japón    |                                                       |
| Victoria  | 5-0    | Emiko Matsumoto  | KO                 | Krush.21                             | 12 de agosto de 2012     | 2     | 1:06   | Tokio, Japón    |                                                       |
| Victoria  | 4-0    | Yukari Sakamoto  | Decisión (unánime) | Krush-Ex 2012 Vol. 1                 | 22 de abril de 2012      | 3     | 2:00   | Tokio, Japón    |                                                       |
| Victoria  | 3-0    | Miyako Mitsuhori | Decisión (mayoría) | Krush 15                             | 9 de enero de 2012       | 3     | 2:00   | Tokio, Japón    |                                                       |
| Victoria  | 2-0    | Fuka Kakimoto    | Decisión (mayoría) | Shoot Boxing 25th Anniversary Series | 13 de febrero de 2010    | 3     | 3:00   | Tokio, Japón    |                                                       |
| Victoria  | 1-0    | ASAKO            | Decisión (unánime) | Jewels 6th Ring                      | 11 de diciembre de 2009  | 3     | 2:00   | Tokio, Japón    |                                                       |